# Geschlachtetes Schwein
Geschlachtetes Schwein ist ein Bild des deutschen Malers Lovis Corinth, das er 1906 in Kreide und Pastell auf weißgrauem Velin malte. Heute befindet es sich als Stiftung des Mr. and Mrs. Walter Bareiss Fund im Museum of Modern Art in New York City.

## Bildbeschreibung
Das Bild zeigt ein totes Hausschwein, das auf einer Holzbank liegt. Dabei wird das Schwein sehr plastisch und dreidimensional dargestellt, wobei durch gelbe Farbe die massige Gestalt des Tieres hervorgehoben wurde, während andere Partien im Schatten verschwinden.

## Hintergrund und Einordnung in das Werk Corinths
Das Bild entstand 1906, wahrscheinlich gemeinsam mit anderen Pastellzeichnungen am 2. August in einem Fleischerladen in Hohenlychen in Brandenburg, wo Lovis Corinth gemeinsam mit Charlotte Berend-Corinth den Urlaub verbrachte.
Corinth war bekannt für Bilder mit Schlachthausszenen und Fleischerläden, die er bereits während seiner Frühphase von 1892 bis 1921 immer wieder aufgriff. Damit griff er auf ein Sujet zurück, das auch von Rembrandt durch zwei Bilder mit geschlachteten Ochsen bearbeitet wurde.

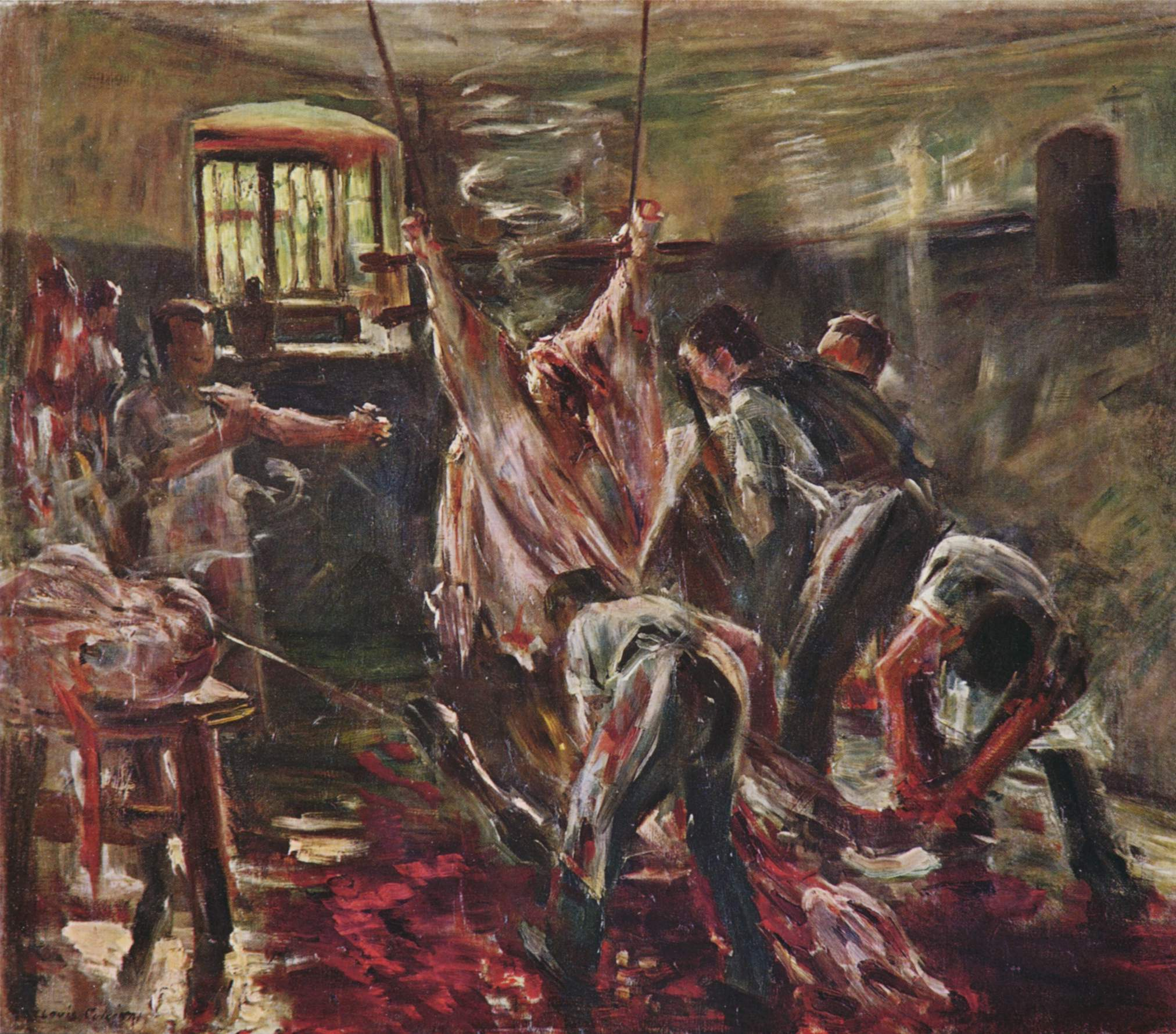
Im Schlachthaus, 1893
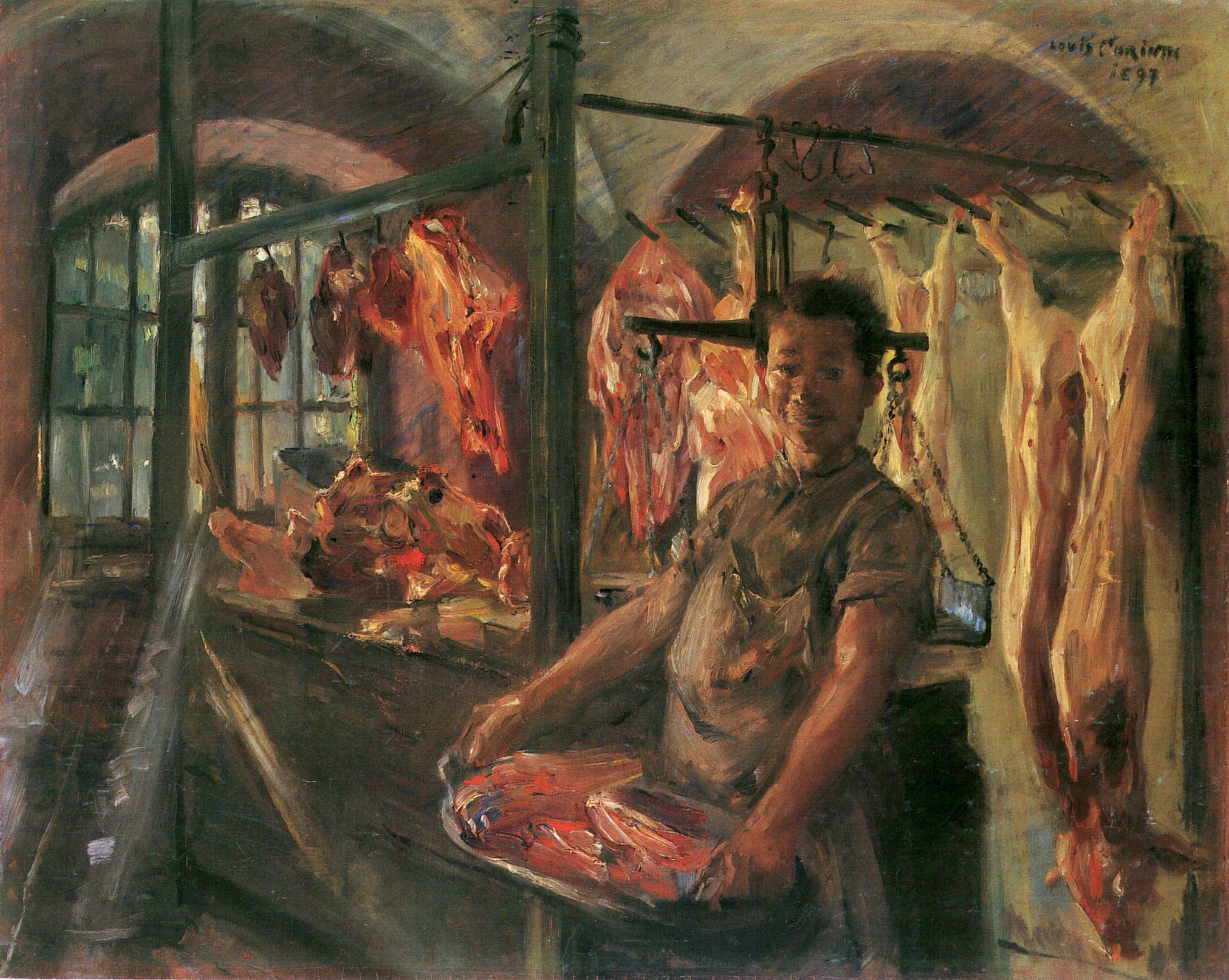
Schlachterladen in Schäftlarn an der Isar, 1897
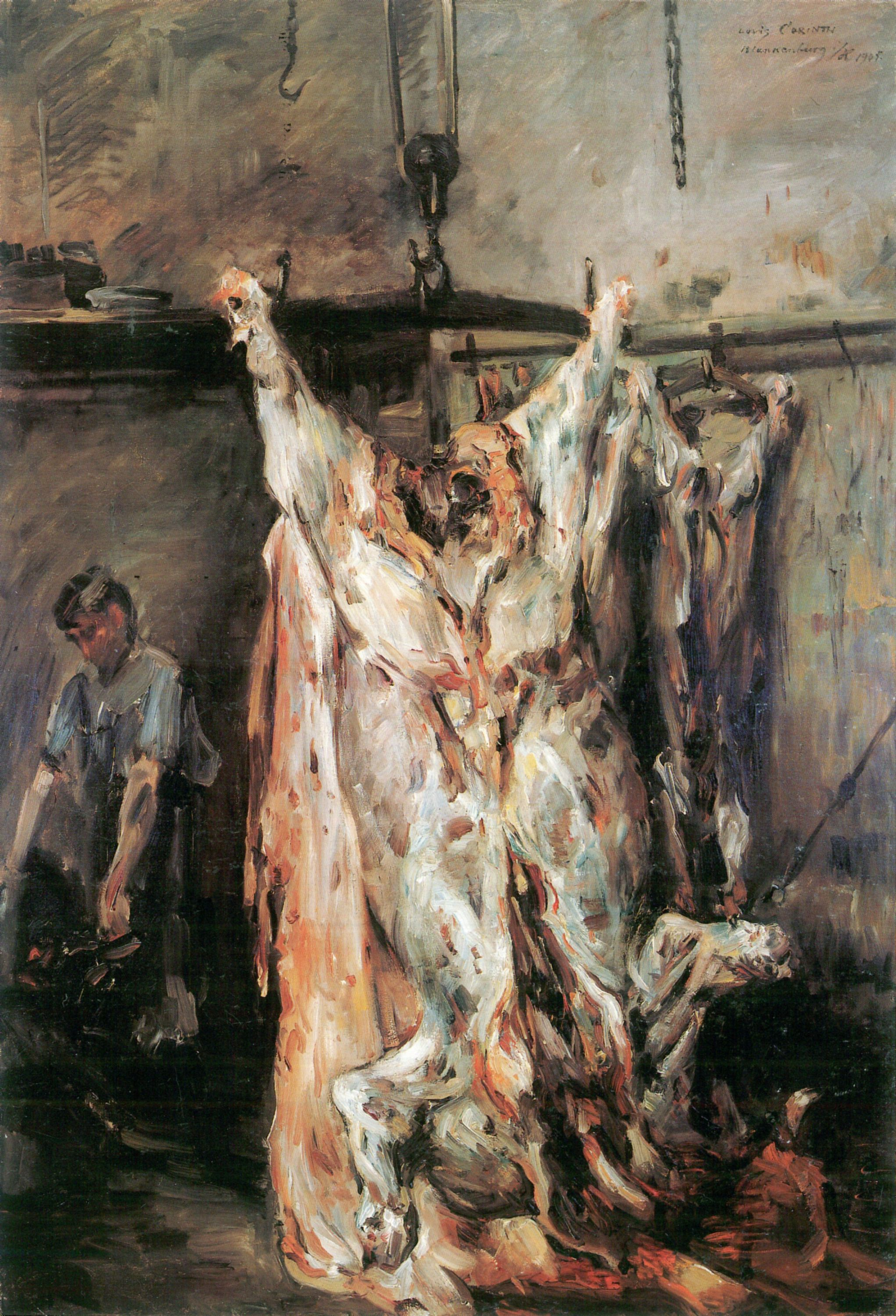
Geschlachteter Ochse, 1905
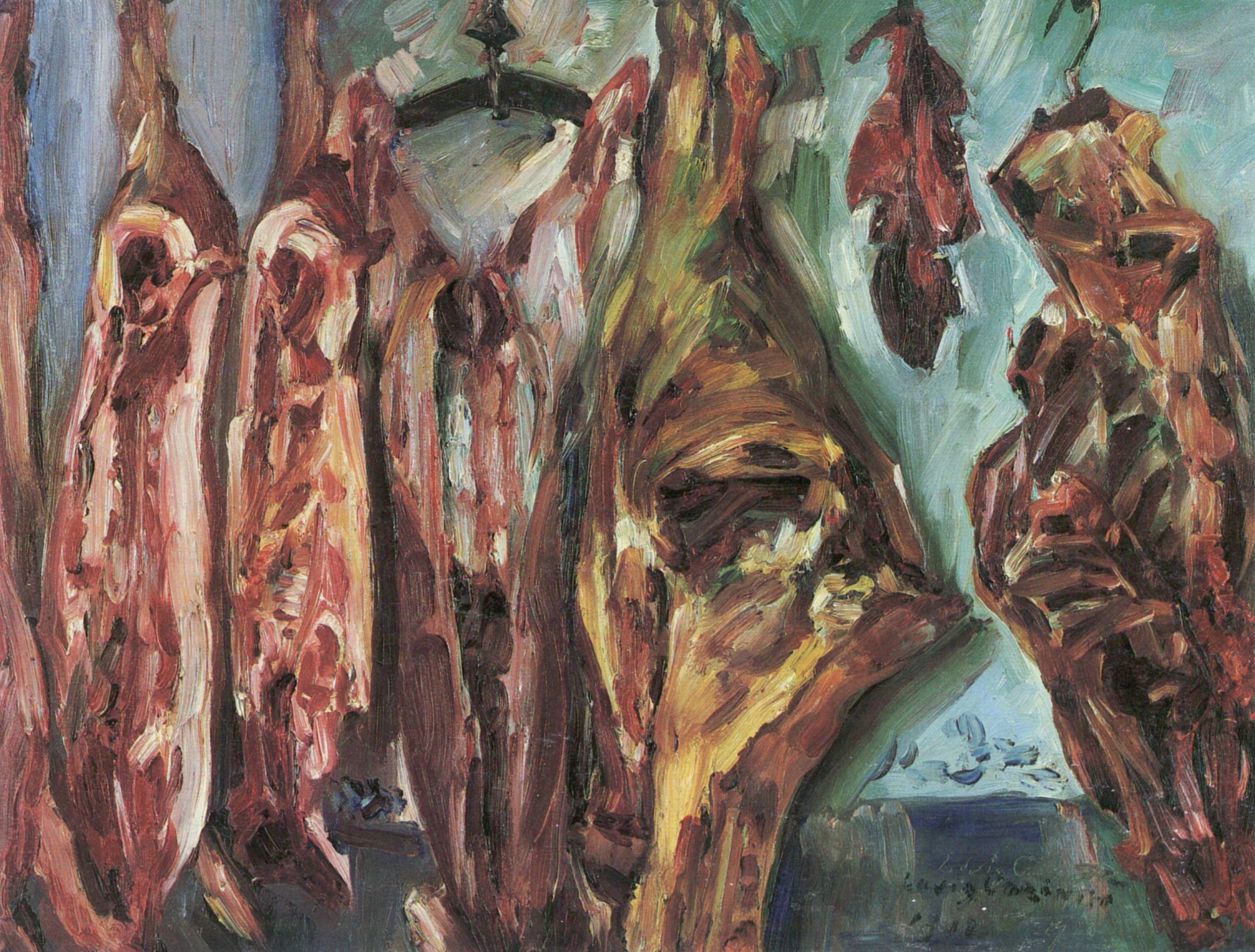
Fleischerladen, 1913

## Belege
1. ↑  Geschlachtetes Schwein im Museum of Modern Art, New York.
2. 1 2 3  Barbara Butts: Geschlachtetes Schwein In: Peter-Klaus Schuster, Christoph Vitali, Barbara Butts (Hrsg.): Lovis Corinth.  Prestel München 1996; S. 336–337. ISBN 3-7913-1645-1.